# Таматія андійська
Таматія андійська (Malacoptila fulvogularis) — вид дятлоподібних птахів родини лінивкових (Bucconidae).

## Поширення
Вид поширений в гірських лісах Болівії, Колумбії, Еквадору та Перу на висотах від 500 до 2100 м висоти.

## Опис
Птах завдовжки до 19 см. Це пухкий птах з великою головою, довгим хвостом і товстим чорним дзьобом, загнутим на кінчику. Оперення темно-коричневе чорними та білими смужками. Горло піщано-жовтого кольору. Дзьоб чорнуватий. 